# Алексиковский
Алексиковский — хутор в Новониколаевском районе Волгоградской области, административный центр Алексиковского сельского поселения.
Население — 1537 (2010)

## История
Дата основания не установлена. Предположительно основан в середине XIX века. Первоначально известен как хутор Алексиков. Хутор Алексиков впервые обозначен на Европейской России и Кавказского края 1862 года. Хутор входил в юрт станицы Михайловской Хопёрского округа Земли Войска Донского (с 1870 — Область Войска Донского). Согласно Списку населённых мест Земли Войска Донского в 1859 года на хуторе проживало 323 мужчины и 240 женщин.
Население хутора быстро росло: переписи населения 1897 года на хуторе Алексиков проживало уже 799 мужчин и 863 женщины. Большинство населения было неграмотным: из них грамотных мужчин — 288, грамотных женщин — 30.
В начале XX века разросшийся хутор был разделён на две части. Согласно алфавитному списку населённых мест Области Войска Донского 1915 года земельный надел верхней части составлял 3803 десятин, нижней — 3741, в верхней части проживало 468 мужчин и 556 женщин, в нижней — 497 мужчин и 493 женщины, в каждой части имелось своё хуторское правление, в верхней части также имелись Архангельская церковь и церковно-приходское училище.
С 1928 года в составе Новониколаевского района Хопёрского округа (упразднён в 1930 году) Нижне-Волжского края (с 1934 года — Сталинградского края, с 1936 года Сталинградской области, с 1954 по 1957 год район входил в состав Балашовской области).

## География
Хутор находится в лесостепи, в пределах Хопёрско-Бузулукской равнины, являющейся южным окончанием Окско-Донской низменности, по обеим сторонам речки Касарочка. На северо-востоке Алексиковский граничит с рабочим посёлком Новониколаевский. Центр хутора расположен на высоте около 140 метров над уровнем моря. Почвы — чернозёмы обыкновенные.
Географическое положение
По автомобильным дорогам расстояние до областного центра города Волгоград составляет 310 км, до ближайшего города Урюпинск — 32 км.
Климат
Климат умеренный континентальный (согласно классификации климатов Кёппена — Dfb). Многолетняя норма осадков — 484 мм. В течение года количество выпадающих атмосферных осадков распределяется относительно равномерно: наибольшее количество осадков выпадает в мае и июне — 54 мм, наименьшее в феврале и марте — по 27 мм. Среднегодовая температура положительная и составляет + 6,4 °С, средняя температура самого холодного месяца января −9,6 °С, самого жаркого месяца июля +21,3 °С.
Часовой пояс
Как и на территории всей волгоградской области, время московское, смещение относительно UTC составляет +3

## Население
Динамика численности населения по годам:
| 1859 | 1873 | 1897 | 1915 | 1987  |
| ---- | ---- | ---- | ---- | ----- |
| 563  | 1099 | 1662 | 2014 | ≈1300 |

| 2010 |
| ---- |
| 1537 |

## Инфраструктура
Развитое сельское хозяйство. Личное подсобное хозяйство.

## Транспорт
Хутор пересекает федеральная автодорога «Каспий». В границах хутора расположена развязка трассы «Каспий» и региональной автодороги Урюпинск — Новониколаевский.